# Erich Iwanowski
Erich Iwanowski (Lebensdaten unbekannt) war ein deutscher Fußballspieler.

## Karriere
Meisterschaft
Iwanowski gehörte dem SC Minerva 93 Berlin als Stürmer an, für den er zunächst von 1931 bis 1933 in den vom Verband Brandenburgischer Ballspielvereine organisierten Berliner Meisterschaften Punktspiele bestritt.
In dem in zwei Gruppen ausgetragenen Wettbewerb schloss er mit seinem Verein seine Premierensaison in der Gruppe A als Sieger ab. Mit diesem Erfolg nahm der an der Finalrunde des VBB teil und belegte mit einem Punkt hinter dem Berliner Tennis-Club Borussia Platz zwei. Mit diesem Erfolg war seine Mannschaft zur Teilnahme an der Endrunde um die Deutsche Meisterschaft berechtigt. Doch bereits die Auftaktveranstaltung im Münchener Heinrich-Zisch-Stadion gegen den FC Bayern München, dem späteren Deutschen Meister, wurde im Achtelfinale mit 2:4 verloren; er, der gemeinsam mit seinem Bruder Fritz spielte, hielt als Torschütze zum 2:2-Ausgleich in der 55. Minute die Begegnung eine Zeit lang offen.
Mit dem dritten Platz in der Gruppe B am Saisonende 1932/33 war seine Mannschaft für die Gauliga Berlin-Brandenburg, als eine von zunächst 16, später auf 23 aufgestockten Gauligen zur Zeit des Nationalsozialismus als einheitlich höchste Spielklasse im Deutschen Reich qualifiziert. Nach zwei Spielzeiten auf Platz sechs, folgte mit Platz zwei – punktgleich hinter dem Berliner SV 1892, dessen bessere Torquote die Gaumeisterschaft entschied – die beste Platzierung bis dahin. In der Folgesaison belegte er mit seiner Mannschaft den neunten Platz und stieg damit in die Bezirksklasse Berlin-Potsdam ab. Zur Saison 1938/39 in die Gauliga Berlin-Brandenburg zurückgekehrt, wirkte er in dieser bis Saisonende 1942/43 mit.
Pokal
Im 1935 erstmals eingeführten Wettbewerb um den Tschammerpokal kam er in vier Spielen zum Einsatz, wobei er am 1. September 1935 beim 1:0-Erstrundensieg über den Stettiner SC debütierte. Beim SC Vorwärts Breslau gelang ihm beim 4:2-Zweitrundensieg am 22. September mit dem Treffer zum 4:0 in der 57. Minute sein erstes Tor. Ein weiteres gelang ihm am 27. Oktober beim 4:2-Sieg im Heimspiel gegen Eintracht Braunschweig mit dem Treffer zum 1:0 in der 15. Minute des Achtelfinales. Das Aus im Wettbewerb folgte im Viertelfinale mit der 2:4-Niederlage gegen den 1. FC Nürnberg. Bei seiner zweiten Teilnahme 1937 folgte das Aus bereits am 5. September im Wiederholungsspiel der 1. Runde mit 0:2 beim SC Victoria Hamburg, wie auch bei seiner dritten Teilnahme 1939 am 20. August 1939 mit 0:3 beim SV 33 Klettendorf. Seine letzten beiden Pokalspiele bestritt er gegen die Sportfreunde Halle am 19. Juli 1942 beim 2:1-Erstrundensieg und gegen den Hamburger SV am 16. August bei der 0:2-Niederlage im Heimspiel.

## Erfolge
- Zweiter der Gaumeisterschaft Berlin-Brandenburg 1936
- Zweiter der Berliner Meisterschaft 1932